# مارتین هاسپلمات
مارتین هاسپِلمات (به آلمانی: Martin Haspelmath)‎ (تلفظ آلمانی: [ˈmaɐ̯ti:n ˈhaspl̩ma:t]) (زادهٔ ۲ فوریهٔ ۱۹۶۳، هویا، آلمان) زبان‌شناس آلمانی و عضو هیئت علمی مؤسسهٔ ماکس پلانک در دانش تاریخ بشر در لایپزیگ (از سال ۲۰۱۵) است. هاسپلمات از ۱۹۹۸ تا ۲۰۱۵ در مؤسسهٔ ماکس پلانک در رشتهٔ مردم‌شناسی تکاملی اشتغال داشته‌است. رشتهٔ تخصصیِ او رده‌شناسی زبان است.
او همچنین استاد افتخاریِ زبان‌شناسی دانشگاه لایپزیگ است.
هاسپلمات از ویراستاران اطلس جهانیِ ساختارهای زبانی و پایگاه دادگانِ برخطِ گلاتولوگ است، و دربارهٔ ناحیهٔ همگراییِ زبانی (اشپراخ‌بوند) کار کرده‌است. افزون بر رده‌شناسی زبان، گرایش پژوهشیِ او مشتمل است بر نظریهٔ نحوی و ساخت‌واژی، تغییرات زبانی، و برخوردِ زبان‌ها. هاسپلمات عضو فرهنگستان اروپا است.
بر اساس نتایجی که گوگل اسکالر به‌دست می‌دهد، نام آثارِ هاسپلمات بیش از ۱۸٬۰۰۰ بار ذکر شده و شاخص اِچِ او ۶۳ است.